# Carlos Pinzón
Carlos Pinzón Moncaleano (Choachí, Cundinamarca, 24 de octubre de 1927-Bogotá, 30 de abril de 2020) fue un locutor y empresario colombiano.Fue un influyente empresario de las comunicaciones de Colombia.

## Biografía
Nació el 24 de octubre de 1927 en Choachí, Cundinamarca, en el hogar del Dr. Carlos Pinzón Sánchez (médico y poeta) y doña Aura María Moncaleano Moncaleano.
Murió a los noventa y dos años, el 30 de abril de 2020, en la ciudad de Bogotá, Colombia.

## Trayectoria
En su juventud, trabajó como apuntador de una compañía teatral española en Tunja y al presentarse la ausencia de algunos actores, desempeñó papeles secundarios.
Inició su actividad profesional en 1948. Fue locutor en emisoras de Tunja, Bogotá, Medellín, Girardot e Ibagué. Dirigió desde pequeñas emisoras a grandes cadenas radiales.
Fue impulsor del rock and roll, traído de los Estados Unidos en los 50, cuando en su país sólo se transmitían boleros, porros y música vernácula. En la década de 1960 creó grandes programas musicales radiales dedicados a la juventud, que lo llevaron a ocupar la subdirección de la emisora 1.020, dirigida por Fernando Gómez Agudelo. Allí programó canciones populares de rock cantado en español, argentinas y mexicanas, y algunas grabadas en inglés, de Los locos del Ritmo, los Teen Tops, Los Hooligans, Los Rebeldes del Rock, los Black Jets, T.N.T., entre otros. Luego, en Radio 15, su exitosa estación de radio juvenil, programó, por primera vez en Colombia, a Los Beatles, junto con Alfonso Lizarazo, el joven radiodifusor Jimmy Raisbeck, el publicista Jorge Sánchez Mallarino y, más adelante, Diego Fernando Londoño y Édgar Restrepo Caro Tras su retiro de Caracol, Pinzón había dejado institucionalizado "El show de los frenéticos", un programa en donde, los sábados, se transmitían las canciones de los principales grupos y cantantes de rock de la ciudad, entre las 10 a. m. y la 1 p. m.
Vinculado a la televisión promovió grandes campañas de beneficio social y ayuda humanitaria. Con este espíritu creó el Club de la Televisión, un programa diario de TV diseñado para utilizar los medios de comunicación en beneficio de los desprotegidos y de la ciudadanía en general. Desde esta plataforma impulsó las olimpíadas de minusválidos, diversas obras sociales y creó el Festival de Música Clásica de Zipacón, pequeña población cercana a Bogotá, lugar en el cual también fundó El Museo del Disco y la Capilla del Arte en la cual han expuesto varios maestros de la pintura colombiana. En sus primeros años en la radio fue apodado "Mister Promociones" por haber realizado múltiples actividades entre ellas campañas para recolectar dineros destinados a patrocinar a los deportistas colombianos que así pudieron participar en los Juegos Olímpicos de Melbourne (Australia) y Tokio (Japón) y las competencias ciclísticas C-100.
En los años 1980 adoptó la idea del popular presentador de la televisión chilena Mario Kreutzberger "Don Francisco" y creó la Teletón, con el fin de recaudar fondos para la rehabilitación de personas discapacitadas con gran éxito. Por sus logros profesionales y vocación social recibió desde el Premio India Catalina hasta la máxima condecoración colombiana, la Cruz de Boyacá.